# Джордан Віндл
Джордан Віндл (англ. Jordan Windle, 13 листопада 1998) — американський стрибун у воду.
Учасник Олімпійських Ігор 2020 року, де в стрибках з 10-метрової вишки посів 9-те місце.